# Rhincalanus nasutus
Rhincalanus nasutus är en kräftdjursart som beskrevs av Giesbrecht 1888. Rhincalanus nasutus ingår i släktet Rhincalanus och familjen Rhincalanidae. Inga underarter finns listade i Catalogue of Life.